# Didrik Moll

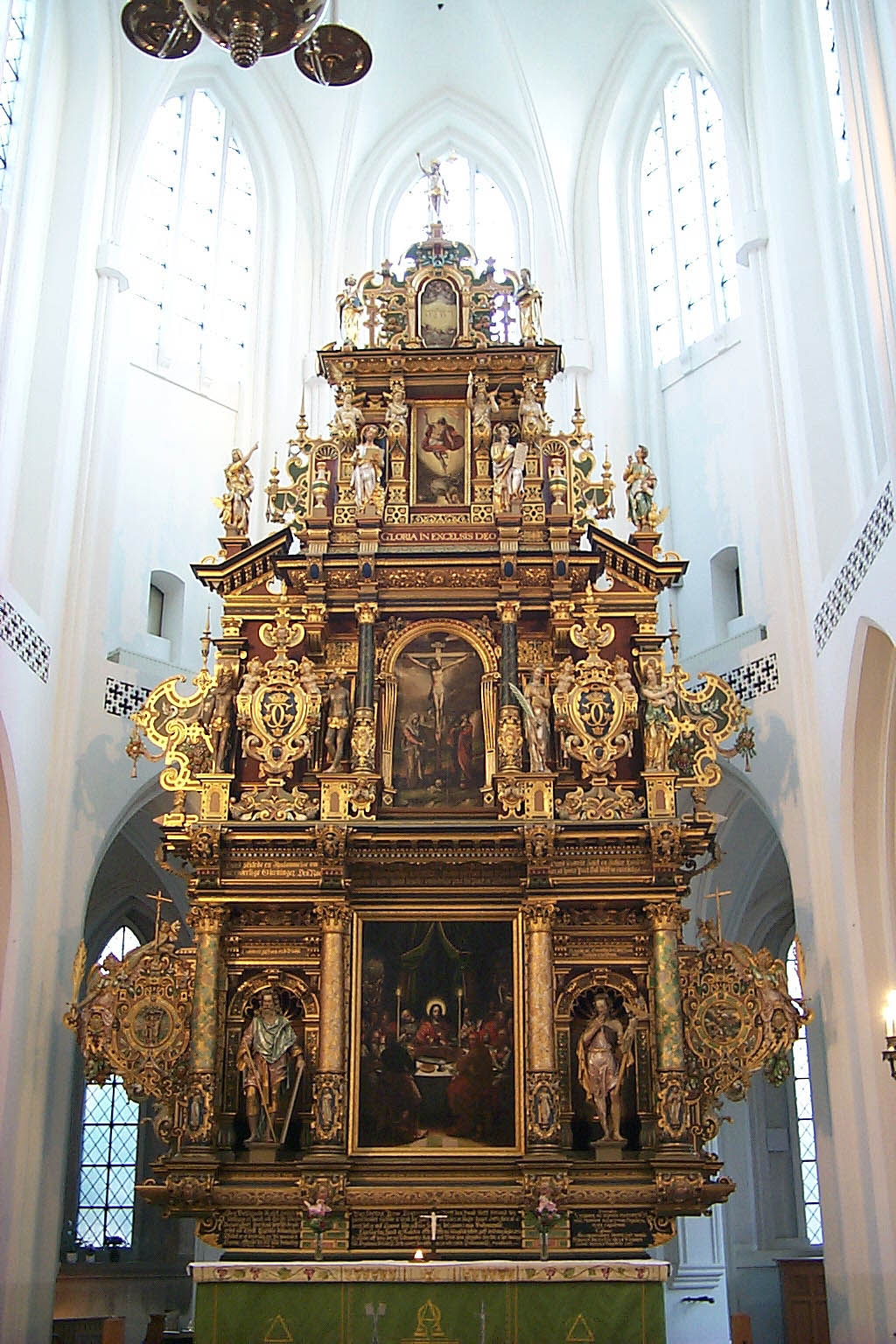
Altaruppsatsen i Sankt Petri kyrka, Malmö.

Didrik Moll, död 20 maj 1622 i Köpenhamn, var en dansk målare.
Moll har troligen en tysk härkomst och var gift med danskan Else Hermansdatter. Han var hovmålare hos Kristian IV av Danmark från 1602. Bland hans offentliga arbeten märks hans medverkan i altaruppsatsen i Sankt Petri kyrka i Malmö som han utförde tillsammans med bildhuggarna Jacob Kremberg och Statius Otto samt snickaren Henrik Könnicke.  